# Agecroft Hall

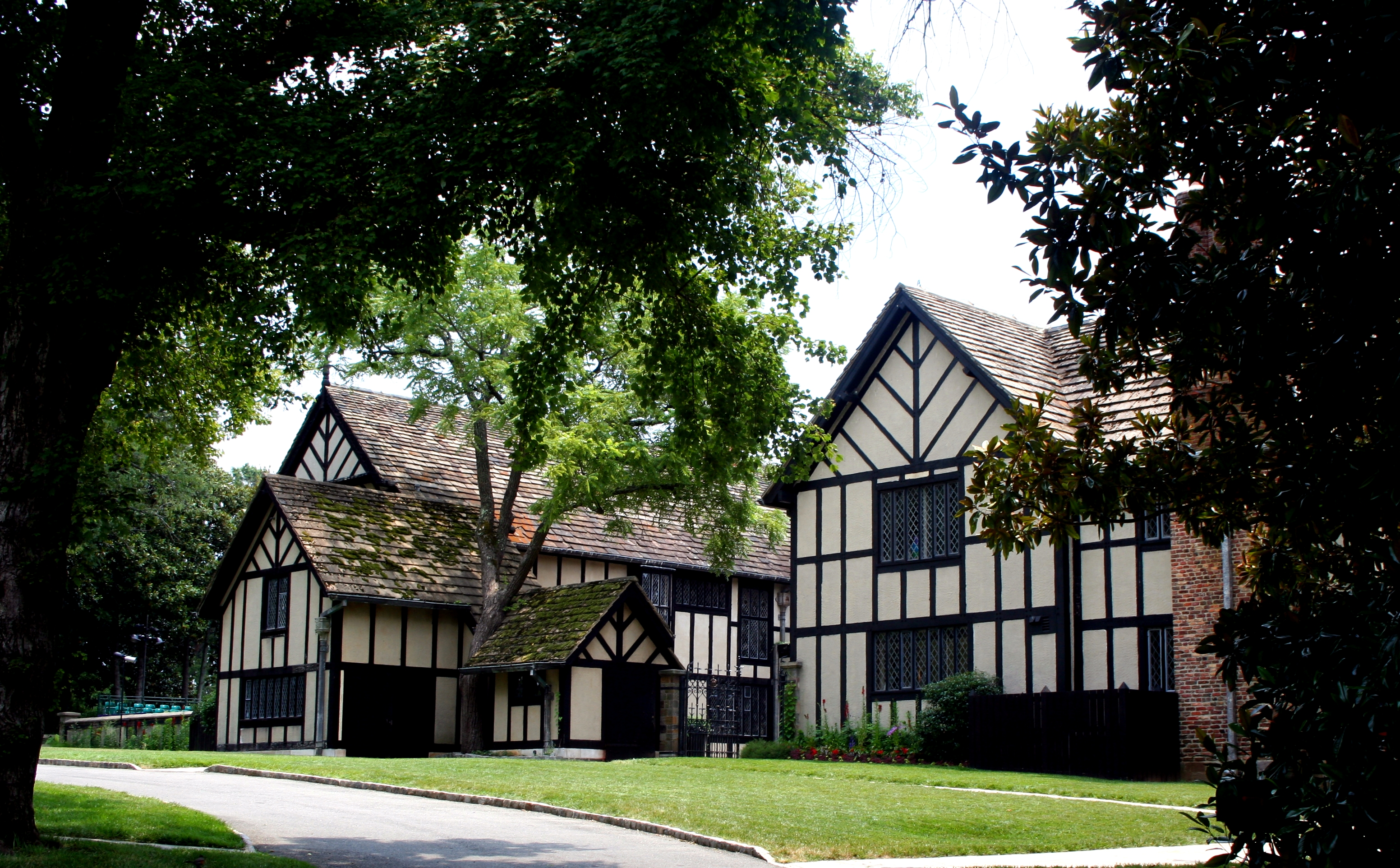
Agecroft Hall in Virginia

Agecroft Hall ist ein Herrenhaus der Tudor-Zeit, das im Jahr 1925 angekauft und nach Richmond (Virginia) transportiert wurde. Es dient heute als Museum.

## Geschichte
Das Haus, das heute auf den James River (Virginia) blickt, stand ursprünglich in Pendlebury, Lancashire in ähnlicher Lage mit Blick auf den River Irwell. Es wurde zu Ende des 15. Jahrhunderts erbaut und von den Familien Langley und Dauntesey bewohnt. Nach einer Periode des Verfalls, die in Zusammenhang mit der Industrialisierung und dem Steinkohlenbergbau im näheren Umfeld des Gebäudes stand,  wurde das  Haus 1925 im Rahmen einer Auktion an Thomas C. Williams, Jr. aus Richmond verkauft, der es zerlegen und in der Nähe seiner Heimatstadt wieder aufbauen ließ. Agecroft Hall ist heute im National Register of Historic Places verzeichnet. Unmittelbar benachbart ist Virginia House, ein Landsitz mit ähnlicher Geschichte von Versetzung und Transport nach Übersee.